# ビーパパス
ビーパパスは、アニメ監督の幾原邦彦が、自ら監督するオリジナル作品を制作するために設立、主宰していた制作集団。メンバーは漫画家のさいとうちほ、脚本家の榎戸洋司、アニメーターの長谷川眞也、プランナーの小黒祐一郎の4人で構成され、すべて幾原が選んだメンバーである。

## 来歴
1996年、『美少女戦士セーラームーン』シリーズなどに携わったのち、東映アニメーションを退社した幾原邦彦により結成される。
1997年に放送されたテレビアニメ『少女革命ウテナ』では幾原が監督、ビーパパスが企画・原作を担当。アニメーションの制作や宣伝などもビーパパスが中心となって進めた。また、アニメ放送開始にあわせ、メンバーのさいとうちほが少女漫画雑誌「ちゃお」（小学館）にコミック版も連載した。
1999年10月、『少女革命ウテナ』の終了とともに、第一期ビーパパスの解散を宣言。